# ドラム (単位)
ドラム（英: drachm、米: dram）は、ヤード・ポンド法における体積または質量の単位である。体積の単位についてはfluid dram（液量ドラム）を縮めてfluidramと呼ばれることもある。
体積の1ドラムは液体の計量に用いられ、液量オンスの8分の1と定義されている。液量オンスの値がイギリスとアメリカで異なるため、ドラムの値も異なる。アメリカでは正確に3.696 691 195 312 5ミリリットル(mL)で、イギリスでは3.551 632 812 5ミリリットルである（ただし、今日のイギリスでは用いられていない）。
質量の1ドラムは、常衡ではオンスの16分の1、トロイ衡・薬衡ではオンスの8分の1である。元々のドラムは質量の単位であり、その質量の水が占める体積の単位として、体積のドラムが作られた。drachmという語は、古代ギリシャの銀貨であるドラクマ銀貨に由来する。
「ドラム」は、少量の液体、また1杯の酒（特にスコッチ・ウイスキー）という意味でも用いられる。